# Commersonia borealis
Commersonia borealis är en malvaväxtart som först beskrevs av Ernst Georg Pritzel, och fick sitt nu gällande namn av C.F.Wilkins och Whitlock. Commersonia borealis ingår i släktet Commersonia och familjen malvaväxter. Inga underarter finns listade i Catalogue of Life.